# Capture de l'État
La capture de l’État, de l'anglais state capture, également traduit par captation de l'État ou capture d'État, est un type de corruption politique systémique dans lequel des intérêts privés influencent de manière significative les processus décisionnels d'un État à leur propre avantage.
Le terme a été utilisé pour la première fois par la Banque mondiale en 2000 pour décrire certains pays d'Asie centrale en transition depuis communisme soviétique, où de petits groupes corrompus ont utilisé leur influence sur les représentants du gouvernement pour s'approprier la prise de décision publique afin de renforcer leur propre position économique.
Les allégations de capture de l’État ont conduit à des manifestations contre le gouvernement bulgare en 2013-2014 et en 2020-2021 et en Roumanie en 2017, et ont provoqué une controverse continue en Afrique du Sud à partir de 2016. La Turquie est considérée comme un exemple récent de capture de l’État après 2002. Les États-Unis ont rejoint les pays qui sont confrontés à une capture de l’État depuis les élections présidentielles de 2016 qui les font se rapprocher d'une oligarchie.
La captation de l’État ne concerne plus uniquement des nations "en transition", elle entraine des énormes coûts sociaux, économiques et politiques, y mettre fin nécessite des changements à la tête des états qui en sont affligés par la prise de conscience des peuples qu'elle pénalise.

## Définition de la capture de l'État
La définition originale de la capture de l'État fait référence à la manière dont les procédures formelles (telles que les lois et les normes sociales) et la bureaucratie gouvernementale sont manipulées par des représentants du gouvernement, des entreprises soutenues par l'État, des entreprises privées ou des particuliers, afin d'influencer les politiques et les lois de l'État en leur faveur.
La capture de l’État vise à influencer la formation des lois, afin de protéger et de promouvoir les acteurs influents et leurs intérêts. En cela, elle diffère de la plupart des autres formes de corruption qui visent plutôt une application sélective des lois déjà existantes.
La capture d’un État n’est pas nécessairement illicite, elle dépend de la détermination de l’État capturé lui-même, et peut être tentée par le lobbying et l’influence privés. L’influence peut se faire par le biais d’un ensemble d’institutions étatiques, notamment le pouvoir législatif, l'exécutif, les ministères et le pouvoir juridictionnel, ou au moyen d’un processus électoral corrompu. Elle est similaire à la capture réglementaire mais diffère par l’échelle et la variété des domaines influencés et, contrairement à la capture réglementaire, l’influence privée n’est jamais manifeste.
Un facteur distinctif de la corruption est le suivant : bien que dans les cas de corruption le résultat (d’une décision politique ou juridique) ne soit pas certain, dans les cas de capture de l’État le résultat est connu et il est très probable qu’il soit bénéfique pour les capteurs de l’État. En 2017, un groupe d'universitaires sud-africains a développé davantage ce concept dans un rapport sur la capture de l'État en Afrique du Sud, intitulé « Betrayal of the Promise Report ». L’analyse a souligné le caractère politique de la capture de l’État, affirmant qu’en Afrique du Sud, une élite au pouvoir a violé la Constitution et enfreint la loi au service d’un projet politique qu’elle croyait irréalisable dans le cadre constitutionnel, et plus largement juridique, existant.
Elisabeth Dávid-Barrett dans article universitaire de 2023 soutient que « le concept de capture de l’État aide à structurer notre compréhension des modèles de grande corruption observés dans le monde entier dans des contextes variés, et de plus en plus même dans des pays autrefois considérés comme des démocraties sûres. ».

## Exemples par pays

### Bulgarie
Les manifestations en Bulgarie en 2013-2014 contre le gouvernement Oresharski ont été déclenchées par des allégations selon lesquelles il serait arrivé au pouvoir grâce aux actions d'une structure oligarchique (anciennement alliée à Boyko Borisov) qui a manœuvré en sous-main pour discréditer le parti Citoyens pour le développement européen de la Bulgarie (GERB). À l’inverse, en 2020, de grandes manifestations anti-GERB ont éclaté, accusant Borissov et son parti de s’allier une fois de plus à des organisations oligarchiques, de permettre la corruption et de discréditer l’opposition politique. La liberté de la presse en Bulgarie a diminué au point d'être classée parmi les pires de l'Union européenne. Un oligarque, Delyan Peevski, contrôle près de 80 % du marché de la distribution des journaux. L’exposition de la Bulgarie aux réseaux oligarchiques a eu un impact négatif, notamment dans le domaine de la politique énergétique. La proximité entre les élites bulgares et russes est largement soutenue par la présence économique significative de la Russie en Bulgarie, Gazprom étant le seul fournisseur de gaz naturel du pays et Rosatom occupant une position dominante dans le secteur nucléaire du pays. Alors que la Russie a accru son influence sur l’économie bulgare, elle a utilisé ses positions dominantes dans des secteurs stratégiques pour renforcer ses relations et en cultiver de nouvelles avec des hommes d’affaires corrompus et des oligarques locaux. Cela leur a permis d'accéder à des hommes politiques de premier plan, sur lesquels ils peuvent exercer un contrôle considérable.

### Amérique latine
Les cas où la politique a été ostensiblement déformée par le pouvoir des barons de la drogue en Colombie et au Mexique sont également considérés comme des exemples de capture de l’État. L’Argentine et la Bolivie ont toutes deux été la cible des efforts de corruption stratégique de la Russie par son utilisation de capitaux corrosifs. Alors que le Kremlin a utilisé des stratégies similaires en Argentine et en Bolivie, il a adopté des stratégies adaptées aux conditions locales. En Argentine, la prise de décision politique est plus dispersée, tandis que les transferts de pouvoir sont plus fréquents, ce qui rend les projets de grande envergure et à long terme plus difficiles à mettre en œuvre. C’est pourquoi, en Argentine, la Russie a utilisé le commerce comme monnaie d’échange. En 2015, l’Argentine a suspendu la licence de télévision de RT, ce à quoi le Kremlin a riposté en menaçant d’interdire les exportations de bœuf argentin et de suspendre les projets d’investissement. Quelques semaines plus tard, RT a été officiellement autorisée à continuer à fonctionner. En Bolivie, le pouvoir est concentré, ce qui permet aux entreprises publiques russes d’avoir une influence plus forte et de faire avancer leurs projets sans résistance significative. La stratégie du Kremlin en Bolivie a donc consisté à maximiser son influence en se concentrant sur les marchés stratégiques et les accords d’infrastructure à long terme.

### Balkans occidentaux
La capture de l’État dans les Balkans occidentaux a mis à mal le processus d’élargissement de l’UE, renforçant les partis au pouvoir et affaiblissant les institutions indépendantes et l’opposition politique,.
Par exemple, par le biais de réseaux clientélistes et de nominations basées sur le loyalisme, le parti au pouvoir en Serbie, le Parti progressiste serbe, a effectivement pris le contrôle de l'État, ce qui a fait perdre au pays son statut de pays « libre » selon l'indice Freedom House.

### Afrique du Sud
En mai 2017, un groupe d'universitaires réuni par Mark Swilling et comprenant Ivor Chipkin, Lumkile Mondi, Haroon Bhorat et d'autres, a publié le rapport Betrayal of the Promise, la première étude majeure sur la capture de l'État en Afrique du Sud. Cela a contribué à galvaniser l’opposition de la société civile aux évolutions inconstitutionnelles. L'analyse a été développée plus avant dans le livre Shadow State: The Politics of State Capture écrit par Chipkin et Swilling.
Le livre de 2017 Comment voler une ville détaille la capture de l'État au sein de la municipalité métropolitaine de Nelson Mandela Bay en Afrique du Sud pendant le gouvernement Zuma.

#### Famille Gupta
Le modèle [de capture de l’État] est simple. Vous supprimez la direction et mettez en place une direction obéissante. Vous destituez des conseils d'administration et vous mettez des conseils d'administration obéissants. Le reste est très facile. Tel est le scénario qui prévaut dans les entreprises publiques.

- Mcebisi Jonas, ancien vice-ministre des Finances ; expliquant le processus de capture de l'État
En 2016, des allégations ont fait état d’une relation trop étroite et potentiellement corrompue entre la riche famille Gupta et le président sud-africain Jacob Zuma, sa famille et des membres éminents du Congrès national africain (ANC),,,.
Les partis d'opposition sud-africains ont dénoncé une « capture de l'État » à la suite d'allégations selon lesquelles les Gupta s'étaient placés dans une position où ils pouvaient offrir des postes au gouvernement et influencer la gestion du gouvernement. Ces allégations ont été formulées à la lumière des révélations de l'ancien député de l'ANC Vytjie Mentor et du vice-ministre des Finances Mcebisi Jonas selon lesquelles des postes au sein du Cabinet leur avaient été proposés par les Gupta dans la maison familiale de Saxonwold, une banlieue de Johannesburg.

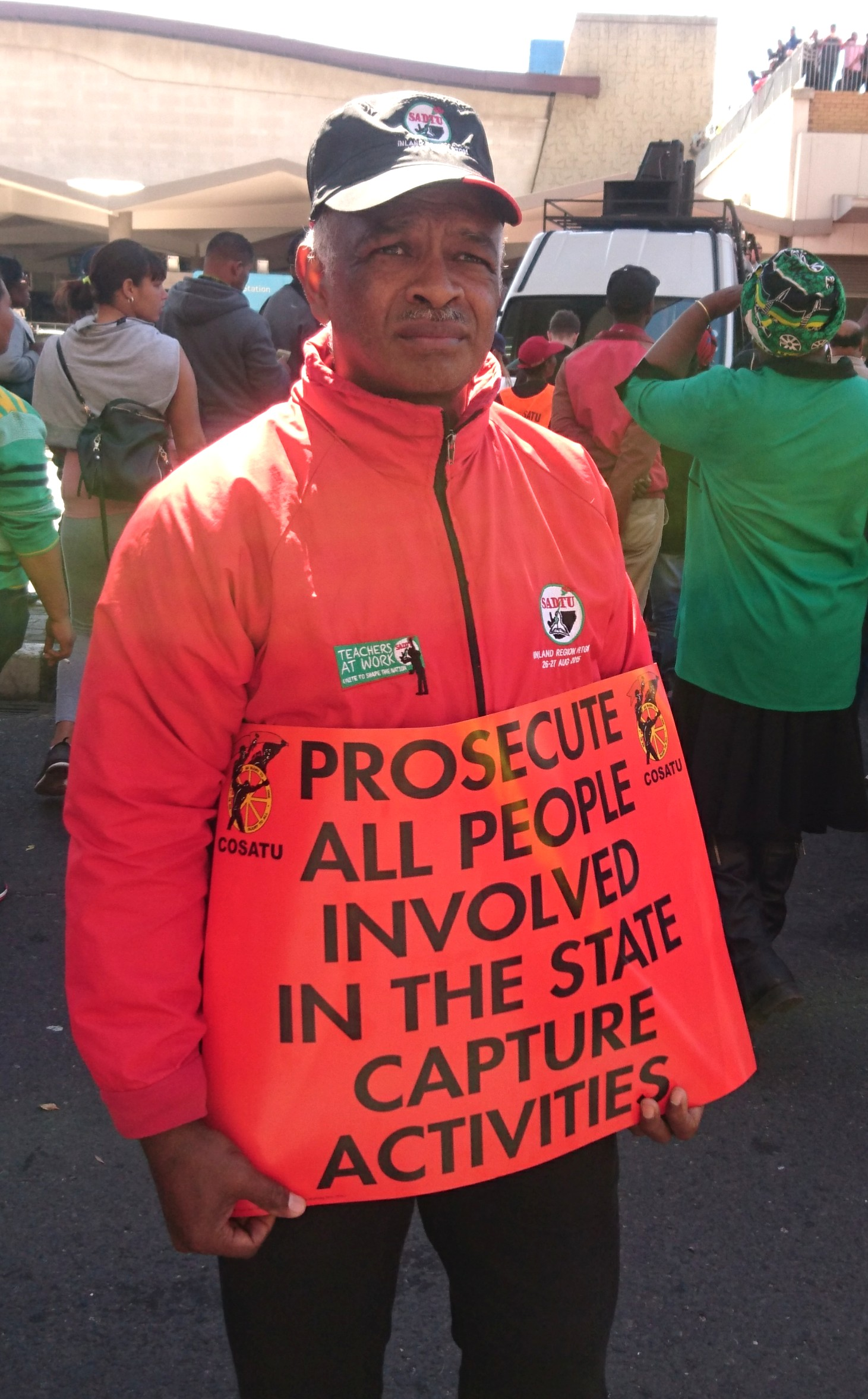
Un manifestant du COSATU au Cap tient une pancarte de protestation demandant la poursuite en justice de « toutes les personnes impliquées dans les activités de capture de l'État ». La manifestation visait à dénoncer la corruption du gouvernement et la capture de l'État par le président sud-africain Jacob Zuma.

Mentor a affirmé qu'en 2010, les Gupta lui avaient offert le poste de ministre des Entreprises publiques, à condition qu'elle fasse en sorte que South African Airways abandonne sa ligne vers l'Inde, permettant à une compagnie liée aux Gupta (Jet Airways) de prendre en charge la ligne,. Elle a déclaré avoir décliné l'offre, qui s'est déroulée à la résidence des Gupta à Saxonwold, alors que le président Zuma était dans une autre pièce. Cela s'est produit quelques jours avant un remaniement ministériel au cours duquel la ministre Barbara Hogan (alors ministre des Entreprises publiques ) a été limogée par Zuma. La famille Gupta a nié que la réunion ait eu lieu et a également nié avoir offert à Vytjie Mentor un poste ministériel, tandis que le président Zuma a affirmé qu'il n'avait aucun souvenir de Mentor.
Le vice-ministre des Finances Jonas a déclaré que les Gupta lui avaient proposé un poste ministériel peu avant le limogeage du ministre des Finances Nhlanhla Nene en décembre 2015, mais qu'il avait rejeté l'offre car « elle se moque de notre démocratie durement gagnée, de la confiance de notre peuple et personne, à part le président de la République, ne nomme les ministres. ». La famille Gupta a nié avoir offert à Jonas le poste de ministre des Finances. En 2016, « Forensics for Justice » de Paul O'Sullivan a publié un rapport affirmant que le système de justice pénale sud-africain avait été « capturé » par le monde souterrain.
À la suite d'une plainte officielle déposée en mars 2016 par un prêtre catholique, le père Stanslaus Muyebe, la prétendue « capture de l'État » des Gupta a fait l'objet d'une enquête de la Défenseur public, l'ombudsman sud-africain, Thuli Madonsela. Le président Zuma et le ministre Des van Rooyen ont sollicité de la justice qu'elle empêche la publication du rapport le 14 octobre 2016, le dernier jour du mandat de Thuli Madonsela. La demande de Van Rooyen a été rejetée et le Président a retiré sa demande, ce qui a conduit à la publication du rapport le 2 novembre 2016. Le 25 novembre 2016, Zuma a annoncé que la présidence allait réexaminer le contenu du rapport sur la capture de l’État. Il a déclaré que cela « a été fait de manière amusante » sans aucune « équité » et a soutenu qu'il n'avait pas eu suffisamment de temps pour répondre à Madame Mandonsela.
Zuma et Van Rooyen ont nié tout acte répréhensible tandis que les Gupta ont contesté les preuves contenues dans le rapport et ont également nié être impliqués dans des activités de corruption,,,. Dans une interview exclusive avec ANN7 (appartenant à la famille Gupta), le président Zuma a déclaré que la « capture de l'État » était un mot sophistiqué utilisé par les médias pour la prolifération de la propagande. Il a déclaré qu'une véritable capture de l'État impliquerait la saisie des trois pouvoirs de la constitution (législatif, exécutif et juridictionnel), ce qui n'a jamais été le cas en Afrique du Sud.
Le rapport recommande la création d'une commission d'enquête judiciaire sur les problèmes identifiés, y compris une enquête complète sur les relations de Zuma avec les Gupta, dont les conclusions doivent être publiées dans les 180 jours. En mai 2017, Jacob Zuma a nié les accusations selon lesquelles il aurait bloqué une tentative de création d'une commission d'enquête pour enquêter sur la capture de l'État. Le rapport a conduit à la création de la Commission d’enquête sur la capture de l'État, présidée par le juge Raymond Zondo en 2018, chargée d’enquêter sur les allégations de capture de l’État en Afrique du Sud.

#### Impact économique
Le 11 septembre 2017, l'ancien ministre des Finances Pravin Gordhan a estimé le coût de la capture de l'État à 250 milliards de rands (environ 16 millards d'euros), lors d'une présentation à la Graduate School of Business de l'Université du Cap. Le Daily Maverick, un quotidien d'information sud-africain, a estimé que la capture de l'État a coûté au pays environ 1,5 billions de rands (environ 100 millards d'euros) au cours des quatre années précédant 2019. L'économiste de la Banque centrale sud-africaine, David Fowkes, a déclaré que l'impact négatif de la capture de l'État sur l'économie du pays était pire que prévu, affirmant qu'il réduisait probablement la croissance du PIB d'environ 4 % par an.

#### Implication russe dans la capture de l'État sud-africain
Les allégations de capture de l’État se sont également multipliées à mesure que les relations entre l’Afrique du Sud et la Russie se sont développées, aboutissant à un partenariat qui a eu un impact croissant sur le processus de prise de décision de l’État africain. Peu de temps après l’entrée en fonction du président Zuma, Moscou a tenté de faire des percées en Afrique, tout en capitalisant sur un dirigeant sud-africain qui avait de nombreuses connexions avec le bloc soviétique. La nature transactionnelle de la relation a commencé lorsque Zuma a fait pression pour être inclus dans le groupe des BRIC pendant la crise financière de 2008, recevant un soutien important du Kremlin qui a finalement permit à Zuma à assister à sa première réunion des BRICS en 2011. Le Kremlin a également travaillé à établir des liens entre les services de sécurité des deux États, certains suggérant que Zuma avait cherché à mettre en œuvre des capacités de surveillance d'État avec l'aide de la Russie. Finalement, au milieu d'un débat national autour des besoins futurs en électricité de l'Afrique du Sud, Rosatom, l'opérateur nucléaire d'État russe, a proposé de fournir jusqu'à 100 réacteurs nucléaires, même si cela n'avait pas beaucoup d'intérêt économique pour l'entreprise russe d'intervenir.

### Kenya
En mai 2019, des rapports sur la capture de l’État au Kenya ont commencé à émerger. L'ouvrage Inside Kenya's Inability to Fight Corruption, publié par le Centre africain pour la gouvernance ouverte (AfriCOG), a mis en lumière le problème en expliquant pourquoi les mesures anti-corruption du président Uhuru Kenyatta ne fonctionnaient pas. Cela a été attribué à un phénomène de capture de l'État, où les institutions de l'État ont été réaffectées à des fins de profit privé, principalement par la première présidentielle. L’étude a conclu que les poursuites engagées par les pouvoirs publics, très répandues au Kenya, étaient susceptibles d’aggraver la corruption plutôt que de la réduire.
En juin 2022, le candidat de l'UDA à la présidence, William Ruto (qui a remporté l'élection), a déclaré qu'il mettrait fin à la capture de l'État au Kenya s'il prenait ses fonctions après les élections générales d'août 2022. Il a affirmé qu'il lancerait une enquête publique « quasi-judiciaire » dans les 30 jours pour établir l'ampleur du problème dans le pays et faire des recommandations.

### États-Unis
Guillaume Lavoie, membre associé à la Chaire Raoul-Dandurand, fait référence à l’époque du président Eisenhower, qui a dirigé les États-Unis de 1953 à 1961 et avertissait déjà le peuple americain : « Un des meilleurs de tous, c’est [Dwight D.] Eisenhower qui dit, attention, il commence à y avoir une influence indue sur les politiques de ce qu’il a appelé le “complexe militaro-industriel" »,. Les entreprises d'armement sont des donateurs importants lors des campagnes électorales. Les relations étroites entre les militaires, les entreprises d'armement et les décideurs politiques peuvent mener à des décisions qui favorisent les intérêts du complexe militaro-industriel au détriment d'autres politiques publiques nécessaires, par exemples, aux besoins sociaux, de santé, d'éducation et de protection de l'environnement (es).
Les présidences de George W. Bush sont marqués par des liens étroits entre l'industrie de la défense et les décisions gouvernementales relatives aux entrées en guerres des États-Unis favorisées par le complexe militaro-industriel (CMI). On peut citer la guerre d'Irak en 2003 poussée par les  néoconservateurs tels Dick Cheney et Donald Rumsfeld. L’attribution de contrats de reconstruction en Irak, à la hauteur de deux milliards de dollars sans mise en concurrence, à la société Halliburton, dont le vice-président Dick Cheney en est l'ancien PDG, illustre en premier la capture des décisions.
Selon Joseph Stiglitz, on assiste en particulier depuis la seconde administration Trump (déjà en marche depuis la première administration Trump) à une capture de l'état poussée par  les dogmes du néolibéralisme, « Les riches écrivent les règles qui permettent aux riches d’avoir plus d’influence dans les politiques, et qui célèbrent le bien-être matériel au-dessus de tout le reste », les États-Unis se transforment en oligarchie, « la définition d’un gouvernement du 1 %, pour le 1 % et par le 1 %, [...] peut-être [...] maintenant le gouvernement du 0,01 %, pour le 0,01 % et par le 0,01 % »,,.
Selon les calculs du Congrès, La réforme fiscale 2017 de Donald Trump entraînera des baisses d’impôts estimées à 1 450 milliards de dollars sur dix ans.  Les 1 % les plus riches ayant un revenu supérieur à 500 000 dollars vont économiser, en 2019, 60 milliards de dollars d’impôts, la même somme que va se partager  54 % des Américains qui gagnent entre 20 000 dollars et 100 000 dollars. Le taux de l'imposition sur les bénéfices des sociétés va être réduit de 20 à 35% à partir de 2019. 
Selon Thierry Philipponnat, « Aux États-Unis, la capture passe avant tout par le financement des partis et des campagnes politiques. Des banques aux plateformes de cryptoactifs en passant par l’industrie de la gestion d’actifs, les intermédiaires, les fonds de (en)private equity, les (en)hedge funds et les compagnies d’assurance, l’industrie financière américaine finance massivement la vie politique américaine dans un contexte où la loi ne limite pas le montant des donations politiques. ». L'inflation des dépenses engagées fait suite à l'arrêt de la Cour suprême des États-Unis en 2010, Citizens United v. Federal Election Commission, un milliard de dollars est dépensé lors de l'élection présidentielle américaine de 2008, plus de deux milliards sont dépensés en élection présidentielle américaine de 2012 et trois milliards à élection présidentielle américaine de 2016.
Pour son élection en 2024, Donald Trump a levé environ 1,09 milliard de dollars contre 1,65 milliard pour Kamala Harris son adversaire démocrate.  Les Super PAC ((en)Political Action Committee)  depuis un arrêt de la Cour suprême des États-Unis en 2010, permettent des dons sans limite pour défendre une cause liée à un candidat indirectement.
Elon Musk a financé la campagne de Donald Trump, en trois mois, par l'intermédiaire de son "America PAC" pour 75 millions de dollars, selon des déclarations légales consultées par le Guardian ou le Washington Post.
Les élites économiques exerçent une influence sur les dirigeants politiques qu’ils ont aidé à élire, ce qui se traduit par la possibilité d’orienter les politiques publiques à leur avantage, sans prendre en compte l’intérêt de la majorité des citoyens et de la société dans son ensemble,.
Selon Bernie Sanders, « nous dirigeons rapidement vers une forme de société oligarchique. Jamais auparavant dans l’histoire des États-Unis un si petit nombre de milliardaires, un si petit nombre de personnes, n’ont eu autant de richesses et de pouvoir ».